# Río Aranjuez
El río Aranjuez es un río de Costa Rica que nace en las montañas de los Guatusos y atraviesa la Provincia de Puntarenas. Su cuenca tiene unas 20.000 hectáreas. Desemboca en el golfo de Nicoya, en aguas del océano Pacífico. Debe su nombre a la antigua ciudad de Aranjuez, que existió en sus márgenes de 1568 a 1574. En la desembocadura del río se estableció durante esos años el puerto de Ribera, en el lugar hoy denominado como estero Pitahaya Vieja.
- Datos: Q4784120
- Multimedia: Río Aranjuez / Q4784120

En él se desarrolló el Proyecto Hidroeléctrico El Encanto